# Vieni sul mar
Vieni sul mar (Pojď na moře) je proslulá neapolská lidová píseň, která vznikla již někdy v 16. století a ve které zamilovaný námořník prosí svou milou, aby si s ním vyjela na moře. Proslavili ji především tenoří Enrico Caruso, Tito Schipa nebo Mario Lanza, ale píseň byla také v repertoáru Giuseppa Di Stefana a Luciana Pavarottiho a je zpívána dodnes.

## Text v neapolštině
Deh! ti desta fanciulla, la luna

spande un raggio s'i caro sul mar,

vieni meco t'aspetta la bruna

fida barca del tuo marinar.

Ma tu dormi, e non pensi al tuo fido,

ma non dorme chi vive d'amor;

io la notte a te volo sul lido

ed il giorno a te volo col cor!

Vieni sul mar vieni a vogar,
sentirai l'ebbrezza del tuo marinar!
Addio dunque, riposa, e domani

quando l'alba a svegliarti verrà,

sopra lidi lontani lontani

l'infelice nocchiero sarà.

Ma tu dormi, e non pensi al tuo fido,

ma non dorme chi vive d'amor;

io la notte a te volo sul lido

ed il giorno a te volo col cor!

Vieni sul mar vieni a vogar,
sentirai l'ebbrezza del tuo marinar!
Da quel giorno che t'ho conosciuta

o fanciulla di questo mio cuor,

speme e pace per te ho perduto

perché t'amo d'un immenso amor.

Fra le belle tu sei la più bella,

fra le rose tu sei la più fin:

tu del ciel sei brillante stella,

ed in terra sei beltà divin!

Vieni sul mar vieni a vogar,
sentirai l'ebbrezza del tuo marinar!